# 通訳案内士法
通訳案内士法（つうやくあんないしほう、昭和24年6月15日法律第210号）は、通訳案内士全般の職務・資格などに関する日本の法律である。1949年（昭和24年）6月15日に制定題名「通訳案内業法」として公布・施行され、2006年6月に現名称に改正された。

## 2006年改正
目的の改正
その目的については、従来の「事業としての通訳案内業の健全な発達を図る」を、「資格としての通訳案内士の業務の適正を図る」と改められた。
制度の改正による参入規制の緩和
通訳案内士となる資格を有する者による登録制度に改められた。
同時に、国家試験の合格者の増加を目的として、試験の実施方法、基準、一部免除の制度、特例措置など、改正が行われた。
業務の適正の確保
有資格者の登録制度として、規定の現代化を図り、都道府県による通訳案内士登録簿を備付けること、知識及び能力の維持向上に向けた努力義務を明記すること、業務実態の把握や業務の適正化を図るように改められた。

## 構成
- 第1章 - 総則（第1条~第4条）
- 第2章 - 通訳案内士試験（第5条~第17条）
- 第3章 - 登録（第18条~第28条）
- 第4章 - 通訳案内士の業務（第29条~第34条）
- 第5章 - 雑則（第35条~第38条）
- 第6章 - 罰則（第39条~第43条）
- 附則

## 資格
- 通訳案内士